# Vimana
Vimana (Sanskrit विमान, vimāna) bezeichnet in alten indischen Texten wie dem Veda, dem Mahabharata und dem Ramayana unter anderem Fahrzeuge, mit denen sich die Götter und Helden der indischen Mythologie durch den Himmel bewegen. Das Wort hat einen größeren Bedeutungsspielraum, der sich je nach dem Textzusammenhang ändern kann und sich nicht immer auf einen materiellen Gegenstand bezieht.
Vertreter der pseudowissenschaftlichen Prä-Astronautik und verwandter Theorien interpretieren einige Textstellen, in denen das Wort Vimana verwendet wird, als überlieferte Beschreibungen einer Raumfahrt-Technologie.

## Wortbedeutung
Das Bedeutungsspektrum des Wortes Vimana umfasst – je nach Kontext – Gegenstände, Personeneigenschaften und abstrakte Begriffe:
- ein Fahrzeug der Götter, das sich von selbst bewegen kann (Ratha)
- ein Luftwagen
- südindischer Tempel mit horizontal gestuftem Tempelturm, siehe Vimana (Architektur)
- Thron, allgemein Palast der Götter, später abgeleitet Palast des Hindu-Königs
- Maß, Proportion
- eine Person, die allen Stolz und Egoismus aufgegeben hat und zum Himmel aufsteigt

## Indische Mythologie
Schon in den ältesten Schriften der Hindus, den Veden, ebenso in den Epen Mahabharata und Ramayana benutzen einige mythologische Helden fliegende Streitwagen, die als Vimanas bezeichnet werden. Sie werden in manchen Darstellungen von Pferden gezogen und unter anderem dazu benutzt, Menschen in die Heimstätte der Götter zu bringen.

### Veden
Als Veden werden im Hinduismus die heiligen Schriften bezeichnet, in deren Zentrum die Shruti-Texte stehen, die vor langer Zeit mythischen Weisen und Sehern, den Rishis, offenbart worden sein sollen. Die Veden umfassen Texte über Ritualistik und Opfertechnik, aber auch philosophische Lehren. Ursprünglich wurden die Texte nur mündlich überliefert, erste schriftliche Fassungen datieren aus dem 5. Jahrhundert n. Chr. Die ältesten Bestandteile der Veden dürften zwischen 1200 und 900 v. Chr. entstanden sein, die jüngsten Teile zwischen 700 v. Chr. und 500 v. Chr.

### Mahabharata
Das Mahabharata ist ein indisches Epos, das ebenfalls zunächst mündlich überliefert wurde. Die ältesten Teile wurden vermutlich zwischen 400 v. Chr. und 300 v. Chr. niedergeschrieben, doch Teile der Überlieferung könnten bis in die Zeit um 1000 v. Chr. zurückreichen. Neben einer Rahmenhandlung, die sich mit einem Krieg zwischen zwei verwandten Fürstengeschlechtern befasst, gibt es im Mahabharata zahlreiche weitere Erzählungen und Episoden. In ihnen werden Themen behandelt, die im Zentrum des Hinduismus stehen, darunter die Themen Tod und Wiedergeburt, Karma und Dharma, aber auch Erzählungen über die indischen Götter und Helden.
Vom Mahabharata existiert bislang keine komplette deutsche Übersetzung, doch einige der Textteile, in denen Vimanas Erwähnung finden, wurden im 19. Jahrhundert ins Deutsche übersetzt. In dieser Erzählung (dem Indralokâgamanam), bringt Gott Indra den Helden Arjuna in den Himmel, um ihn dort mit göttlichen Waffen auszustatten. Dort heißt es zum Beispiel:
„Und mit Matali [Anm.: der göttliche Wagenlenker] kam plötzlich im Lichtglanze der Wagen an, Finsterniß aus der Luft scheuchend, und erleuchtend die Wolken all, Die Weltgegenden anfüllend mit Getöse, dem Donner gleich.“
„Auf dem Wagen sodann stieg er [Anm.: Ardschuna], glänzend so wie des Tages Herr. Mit dem Zaubergebild führ er, dem Sonn´-ähnlichen Wagen nun, Dem Himmlischen, empor freudig, der weise Spross aus Kuru´s Stamm. Als er nun dem Bezirk nahte, der unsichtbar den Sterblichen, Erdewandelnden, sah Wagen, wunderschön´ er zu Tausenden. Dort scheint Sonne nicht, Mond nicht, dorten glänzet das Feuer nicht, Sondern in eigenem Glanz leuchtet allda, durch edler Taten Kraft, Was in Sternengestalt unten auf der Erde gesehen wird, Ob großer Ferne gleich Lampen, obwohl es große Körper sind.“
Ähnliche Textstellen finden sich auch im indischen Epos Ramayana, das vom Schicksal des Prinzen Rama handelt.

## Prä-Astronautik
Einige Autoren aus dem Bereich der Prä-Astronautik nehmen die Legenden um die Vimanas als Beweis für eine technologisch weit fortgeschrittene Zivilisation in der Vergangenheit, manchmal wird auch ein Bezug zu Atlantis hergestellt. Diese Interpretation stützt sich auf Ähnlichkeiten zwischen den Beschreibungen der Vimanas und der modernen Raumfahrt. Archäologische oder historische Belege für diese Behauptung, die einer kritischen Überprüfung standhalten würden, fehlen jedoch.
Im Gegenteil existiert eine Untersuchung des Indian Institute of Science in Bangalore (Karnataka) aus dem Jahr 1974. Diese Untersuchung prüfte Unterlagen aus dem Jahr 1904, welche mehrere Flugapparate (Vimanas) beschreiben. Ferner gingen die Autoren der Behauptung nach, dass Shivkar Bapuji Talpade aus Bombay im Jahr 1895 unter Anleitung von Pandit Subbaraya Shastry erfolgreich einen entsprechenden Flugapparat gebaut und getestet haben solle. Die Wissenschaftler kamen dabei zu dem Ergebnis, dass die vorgeschlagenen Flugmodelle, welche angeblich auf antiken hinduistischen Texten beruhen, nicht flugtauglich sind. Die Autoren kamen weiterhin zu dem Schluss, dass der Ursprung der Manuskripte bewusst oder unbewusst verschleiert wurde. Es handele sich nicht um antike, sondern um moderne Texte, welche „kürzlich“ entstanden seien. Sie erklärten ferner, dass ihre Ergebnisse zeigen, dass die angeblichen Flugversuche durch Talpade (sofern es sie jemals gab) erfolglos waren.